# MIMO (Nachrichtentechnik)

Die Bezeichnungen „SISO“, „SIMO“, „MISO“ und „MIMO“ beziehen sich auf den Übertragungskanal. Dessen „Eingang“ sind die sendenden Geräte. Entsprechend werden die Empfänger als „Output“ des Kanals bezeichnet.

MIMO (englisch Multiple Input Multiple Output) bezeichnet in mehreren Bereichen drahtloser Übertragung in der Nachrichtentechnik ein Verfahren bzw. ein Übertragungssystem für die Nutzung mehrerer Sende- und Empfangsantennen zur drahtlosen Kommunikation.
Dies ist die Grundlage für spezielle Codierungsverfahren, die nicht nur die zeitliche, sondern auch die räumliche Dimension zur Informationsübertragung nutzen (Space-Time Coding). Dadurch lassen sich Qualität (Bitfehlerhäufigkeit) und Datenrate einer drahtlosen Verbindung deutlich verbessern. MIMO-Systeme können wesentlich mehr bit/s pro genutztem Hz Bandbreite übertragen und haben somit eine höhere spektrale Effizienz als konventionelle SISO-Systeme (englisch Single Input, Single Output) mit jeweils einer Antenne auf Sender- und Empfängerseite oder SIMO-Systeme (englisch Single Input, Multiple Output) mit einer Antenne auf der Senderseite und mehreren Antennen auf der Empfängerseite.
Die MIMO-Technik wurde und wird ständig weiterentwickelt. Im Jahr 2014 stellten mehrere Router-Hersteller Multi-User-MIMO (MU-MIMO) vor. Mit dieser Technik kann ein Access Point oder Router mehreren Clients gleichzeitig verschiedene Datensätze schicken. Der Funkkanal wird so wieder schneller frei. Die Effizienz des Systems erhöht sich dadurch.:180
Neben dem hier beschriebenen Mehrgrößensystem MIMO gibt es Eingrößensysteme (SISO), bei denen sowohl Sender als auch Empfänger jeweils eine Antenne nutzen, und „gemischte“ Systeme (SIMO und MISO (englisch Multiple Input, Single Output)). Bei MISO nutzt beispielsweise ein Router drei Antennen und ein Smartphone nur eine Antenne.

## Funktionsprinzip

### Smart Antennas / SIMO
Die Verwendung von mehreren Antennen bzw. Empfangskomponenten an einem Ende der Kommunikationsverbindung hat in den letzten Jahrzehnten große Verbreitung gefunden. Intelligent (engl. smart) ist an diesen Antennen die nachgeschaltete Signalverarbeitung, die die empfangenen Signale zusammensetzt. Insbesondere in Mobilfunksystemen wie GSM ist die Verwendung mehrerer Empfangsantennen auf der Seite der Basisstation (BTS) häufig anzutreffen, weil dies deutliche Vorteile bietet: Mehrere Antennen können mehr Energie aus dem elektromagnetischen Feld entnehmen als eine einzelne (Gruppengewinn). Reflexionen auf dem Ausbreitungsweg verursachen Mehrwegeausbreitung, die durch destruktive Interferenz beim Empfänger zu Signalauslöschung (engl. fading) führen kann. Wenn mehrere räumlich getrennte Empfangsantennen in einer Umgebung mit starker Mehrwegeausbreitung verwendet werden, ist das Fading an den einzelnen Antennen statistisch unabhängig und die Wahrscheinlichkeit, dass alle Antennen gleichzeitig von Fading betroffen sind, ist sehr gering. Dieser Effekt heißt räumliche Diversität (engl. spatial diversity) und führt zu einem Diversitätsgewinn, der jedoch nicht linear mit der Anzahl der Antennen wächst, sondern recht schnell zur Sättigung kommt. Ein weiterer Ansatz ist die Strahllenkung (engl. beamforming), bei der die Hauptkeule der Antenne gezielt auf die Gegenstelle gerichtet wird. Alle diese Verfahren können die Zuverlässigkeit einer Verbindung deutlich erhöhen, nicht aber die mittlere Kanalkapazität.

### Kanalmatrix

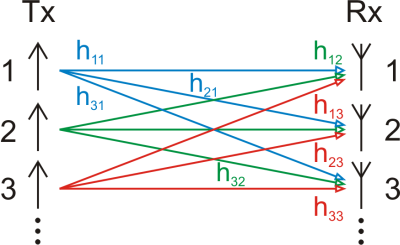
Veranschaulichung der Kanalmatrix

Die Vorteile von MIMO gehen über die der Smart Antennas hinaus. Betrachtet man ein System mit {\displaystyle n_{T}} Sendeantennen und {\displaystyle n_{R}} Empfangsantennen, so ergeben sich {\displaystyle n_{R}\times n_{T}} einzelne Kanäle. Der resultierende Gesamtkanal lässt sich als eine Kanalmatrix {\displaystyle {\underline {H}}} mit komplexen Einträgen {\displaystyle h_{ij}} darstellen:
{\displaystyle {\underline {H}}={\begin{bmatrix}h_{11}&\cdots &h_{1n_{T}}\\h_{21}&\cdots &h_{2n_{T}}\\\vdots &\ddots &\vdots \\h_{n_{R}1}&\cdots &h_{n_{R}n_{T}}\end{bmatrix}}\ {\mathrm {mit} }\;h_{ij}=\alpha +{\mathrm {j} }\beta }
Diese unterschiedlichen Kanäle können zur selben Zeit mit derselben Frequenz genutzt werden, die Sendeleistung wird auf die Antennen aufgeteilt. In einem System mit zwei Teilnehmern können die verschiedenen Modi zur Steigerung der Datenrate genutzt werden, in einem System mit vielen Nutzern kann man dies aber auch als Vielfachzugriffsverfahren einsetzen, um z. B. in einem Mobilfunknetz die Signale der einzelnen Nutzer zu trennen (alternativ zum heute genutzten FDMA/TDMA in GSM bzw. CDMA in UMTS).
Vereinfachendes Beispiel: In einem System mit vier Sende- und vier Empfangsantennen kann ein Bitstrom in vier separate Bitströme aufgeteilt werden, die parallel übertragen werden. Auf der Empfängerseite empfängt jede Antenne ein Summensignal der Sendeantennen. Um den Bitstrom zu decodieren und wieder zusammenzusetzen, muss ein Gleichungssystem mit vier Gleichungen für vier Unbekannte gelöst werden, was nur möglich ist, wenn die vier Gleichungen linear unabhängig sind, also die Kanalmatrix vollen Rang hat. Physikalisch bedeutet das, dass die einzelnen Kanäle sehr unterschiedlich sein müssen, was zum Beispiel in Umgebungen mit starker Mehrwegeausbreitung der Fall ist. Ist diese Bedingung erfüllt, kann das System innerhalb der gleichen Zeit die vierfache Menge Daten übertragen, ohne zusätzliche Bandbreite zu benötigen, was die spektrale Effizienz um den Faktor vier erhöht. Man erzielt somit einen Gewinn durch Raummultiplex (engl. spatial multiplexing).

### Kanalkapazität
Die Kanalkapazität gibt an, wie viel bit/s/Hz maximal über einen gestörten Kanal mit beliebig kleiner Fehlerwahrscheinlichkeit übertragen werden können. Für MIMO-Systeme ist sie definiert als
{\displaystyle C=\log _{2}\ \lbrack {\det({\underline {I}}_{n_{R}}+{\frac {\rho }{n_{T}}}\,{\underline {H}}{\underline {H}}^{H})\rbrack }},
wobei {\displaystyle \rho } das mittlere SNR am Empfänger, {\displaystyle (\cdot )^{H}} die Adjungierte und {\displaystyle {\underline {I}}} die Einheitsmatrix bezeichnet. In einem System mit einer großen Anzahl von Antennen ergibt sich eine mittlere Kanalkapazität von
{\displaystyle C_{a}\approx \min {\lbrace n_{T},n_{R}\rbrace }\log _{2}(1+\rho )}
Theoretisch besteht hier die Möglichkeit, die Kanalkapazität über {\displaystyle n_{T}} und {\displaystyle n_{R}} beliebig zu erhöhen. Preis dafür ist jedoch der wachsende Aufwand durch die Zahl der Antennen und die Komplexität des HF-Empfängers und der Signalverarbeitung. Außerdem ist diese informationstheoretische Größe lediglich eine obere Schranke, die in der Praxis schwer zu erreichen ist. Zusätzlich gilt die Näherungsformel nur für unkorrelierte, also unabhängige Signalausbreitungspfade (Kanäle). In der Praxis sind die Ausbreitungspfade des Signals jedoch immer korreliert, und zwar umso stärker, je mehr Antennen verwendet werden.

## Anwendungen
Die MIMO-Technik findet bei WLAN, WiMax und verschiedenen Mobilfunkstandards wie LTE Anwendung.

### WLAN
Die volle MIMO-Unterstützung wird nur nutzbar, wenn sowohl Sender als auch Empfänger das MIMO-Verfahren beherrschen. Nutzt beispielsweise der Access Point MIMO mit drei Antennen (3x3 MIMO), dem Client stehen aber nur zwei Antennen zur Verfügung (2x2 MIMO), so erhöht sich der Nettodurchsatz bei 802.11ac-Komponenten durch 3x2 MIMO gegenüber einem 2x2-Stream um ca. 20 %.:179

#### MIMO-Hardware der ersten Generation
Für die ersten MIMO-Geräte basierend aus dem Frühjahr 2005 versprachen deren Anbieter wesentlich höhere Funkabdeckungen im Vergleich zum bisherigen 802.11g-Standard. Beispiele für Produktnamen waren oder sind bei Netgear „RangeMax“ oder „SRX“ bei Linksys.

#### MIMO-Hardware der zweiten Generation
Im Dezember 2005 kam eine neue Router-Generation (zunächst nur von der Firma Netgear) mit dem neuen „Airgo“-Chipsatz auf den Markt. Dieser neue Chipsatz mit MIMO-Technik ermöglichte erstmals ähnliche Netto-Geschwindigkeiten wie im LAN via Kupferkabel. Die Netzwerkkomponenten erreichten eine Geschwindigkeit von bis zu 240 Mbit/s brutto durch gleichzeitige Nutzung von zwei Funkkanälen.

#### MIMO-Technik im IEEE-802.11n-WLAN-Standard

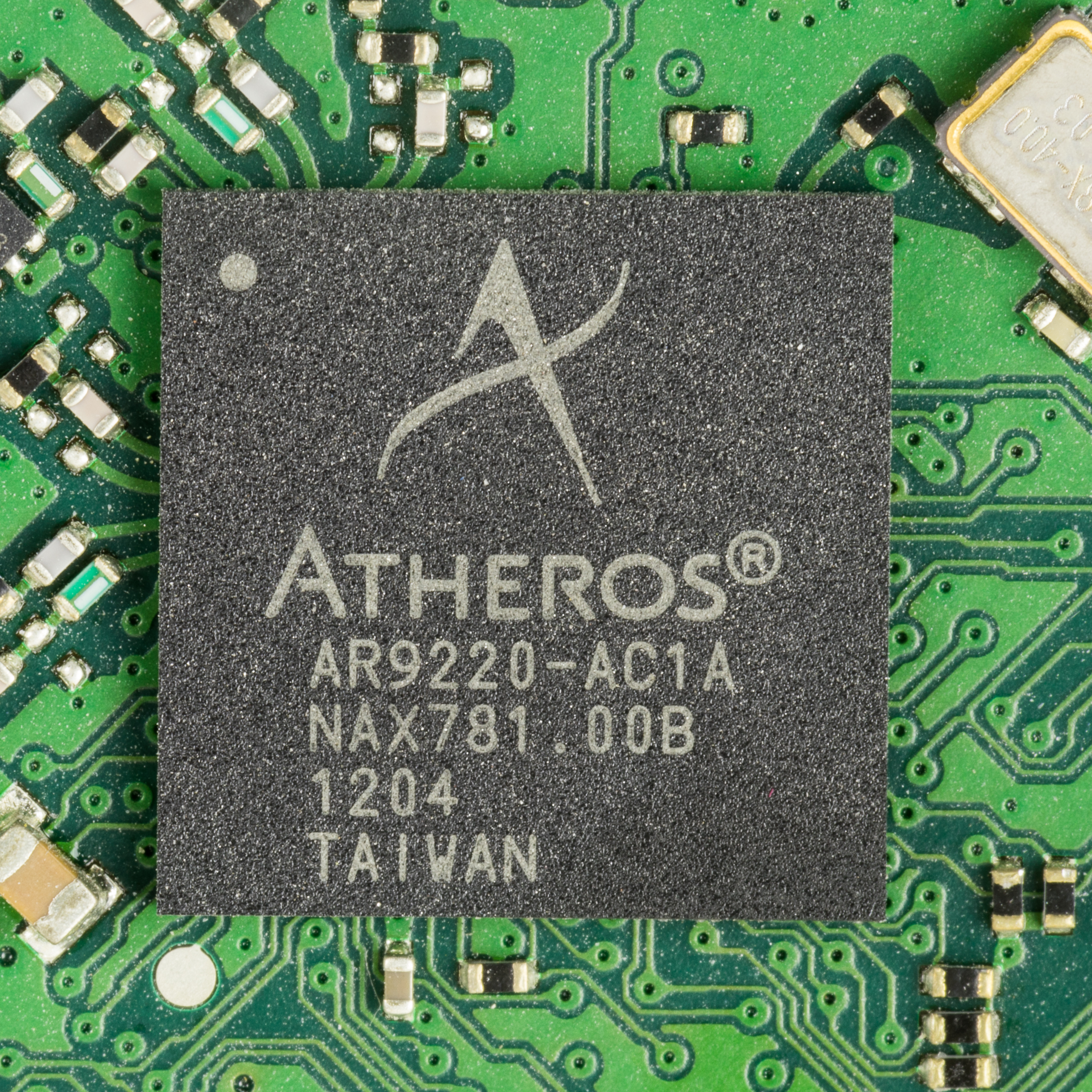
MIMO-Chip Atheros AR9220 in der Fritz!Box 7390

Im Frühjahr 2006 wurden zum ersten Mal WLAN-Komponenten auf der CeBit 2006 vorgestellt, welche mit dem WLAN-Standard 802.11n betrieben werden können. Diese Produkte hatten dank neuer Chipsätze und angepasster technischer Spezifikationen wie einer erweiterten MIMO-Technik Datendurchsatzraten von bis zu 300 Mbit/s (brutto). Die technischen Spezifikationen dieser Router und WLAN-Adapter beruhten zunächst nur auf der Vorabversion 802.11n-Draft. Viele Hardware-Komponenten wurden mit Hilfe von Firmware- oder Software-Updates mit dem 2009 verabschiedeten 802.11n-Standard voll kompatibel.
Mit Hilfe der MIMO-Technik sind mit Stand 2012 beim 802.11n-WLAN-Standard Datendurchsatzraten bis zu 600 Mbit/s (brutto) möglich. Die Bruttorate von 600 Mbit/s kann nur im 5 GHz-Band mit einer Kanalbandbreite von 40 MHz und jeweils vier Antennen (4x4 MIMO) auf Sender- und Empfängerseite erreicht werden. Der 11n-Standard empfiehlt das MIMO-OFDM-Verfahren.

### WiMax und Mobilfunknetze
MIMO-Techniken sind im 2009 verabschiedeten WiMax-Standard IEEE 802.16 enthalten. Der Standard 802.16e empfiehlt das MIMO-OFDMA-Verfahren.

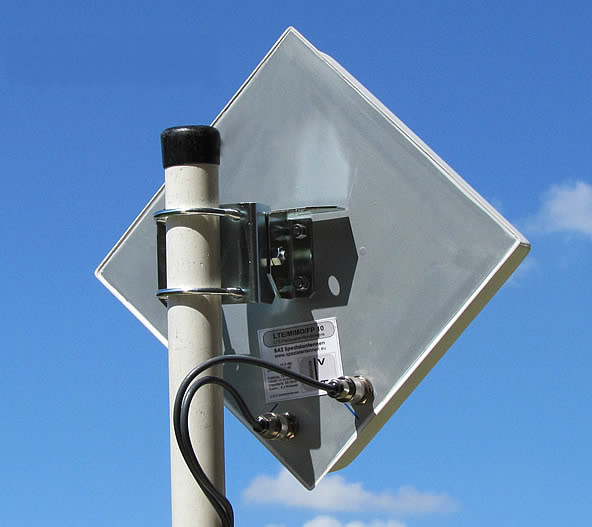
Beispiel einer LTE MIMO-Antenne mit 2 Anschlüssen. Die beiden im Inneren der Antenne verbauten Antennenelemente wurden um 90° zueinander versetzt und nutzen dadurch die Multiple Input/Output Technologie sowie die Antennendiversität.

Verschiedene Mobilfunknetze wie LTE nutzen ebenfalls MIMO-Verfahren. Mit MIMO ist es den Mobilfunkanbietern möglich, hohe Datengeschwindigkeiten bei geringer Fehlerrate anzubieten.

### Radar
Ein MIMO-Radar ist ein System aus vielen miniaturisierten kleinen Radargeräten mit individuellem Sender, Empfänger, Sende- und Empfangsantennen, welche jeweils unabhängig von den anderen Sendeantennen ein beliebiges Sondierungssignal aussenden. Die Echosignale können von jeder Empfangsantenne empfangen werden. Nach der Digitalisierung unterliegen sie einer gemeinsamen Radarsignalverarbeitung. Da jede Sendeantenne mit einer individuell codierten Modulation arbeitet, kann jeder Empfänger den Anteil mit genau dieser individuellen Modulation dem Ursprung zuordnen. Die Sendeantennen müssen keine Richtcharakteristik aufweisen. Eine Richtung zum reflektierenden Objekt wird durch Messung der Phasenunterschiede jeder einzelnen individuellen Codierung in den verschiedenen Empfängern berechnet. Je mehr Einzelgeräte in dem Verbund existieren, desto genauer wird die Richtungsbestimmung. Es gibt zwei unterschiedliche Aufbaumöglichkeiten:
- Die Antennen sind alle an einem Ort konzentriert (sogenanntes „Mono-Static“ MIMO). Die Berechnung der Zielkoordinaten kann wie bei einem traditionellen Radarsystem geschehen.
- Die Antennen sind weitläufig im Raum verteilt (sogenanntes „distributed“ oder „Bi-Static“ MIMO). Das Ziel wird von jeder Antenne aus einem anderen Aspektwinkel betrachtet (Vorteil: geringere Fluktuationsverluste; Nachteil: die Berechnung der Zielkoordinaten ist sehr viel komplizierter und vor einer kohärenten Summierung der Einzelsignale müssen die verschiedenen Laufzeiten korrigiert werden.)

MIMO Radarsysteme können genutzt werden, um das räumliche Auflösungsvermögen zu verbessern und eine wesentlich verbesserte Immunität gegenüber Störungen zu erreichen. Da das Rauschen der Empfänger nicht korreliert wird,
verbessert sich das Signal-Rausch-Verhältnis. Dadurch wird ebenfalls die Entdeckungswahrscheinlichkeit der Ziele erhöht.
Für eine gezielte Störung müssen alle verschieden codierten Modulationen jedes einzelnen Sendersatelliten bekannt sein. Das ist kaum realisierbar, weshalb ein Störsender die Empfänger dieses Radarsystems mit sehr hoher Sendeleistung übersteuern muss.